# Gallium(III)-bromid
Gallium(III)-bromid ist eine anorganische chemische Verbindung des Galliums aus der Gruppe der Bromide.

## Gewinnung und Darstellung
Gallium(III)-bromid kann durch Reaktion von Gallium oder Gallium(III)-oxid mit Bromwasserstoff gewonnen werden.
{\displaystyle \mathrm {2\ Ga+6\ HBr\longrightarrow 2\ GaBr_{3}+\ 3\ H_{2}} }
{\displaystyle \mathrm {Ga_{2}O_{3}+6\ HBr\longrightarrow 2\ GaBr_{3}+\ 3\ H_{2}O} }
Es kann auch direkt aus den Elementen dargestellt werden.
{\displaystyle \mathrm {2\ Ga+3\ Br_{2}\longrightarrow 2\ GaBr_{3}} }

## Eigenschaften
Gallium(III)-bromid ist ein weißer, geruchloser, sehr hygroskopischer Feststoff, der in feuchter Luft stark raucht. In Wasser ist er nur unter Hydrolyse löslich. In fester Form liegt die Verbindung in Form eines Dimers mit kantenverknüpften GaBr4-Tetraedern vor (monokline Kristallstruktur, Raumgruppe P21/c (Raumgruppen-Nr. 14), a = 8,874 Å, b = 5,637 Å, c = 11,006 Å, β = 107,81°). Mit Donoren bildet Gallium(III)-bromid Komplexe des Typs GaBr3·D und selten auch GaBr3·2D.